# كلينت براون (كاتب أغاني)
كلينت براون (بالإنجليزية: Clint Brown)‏ هو كاتب أغاني أمريكي، ولد في 29 أبريل 1963 في ايوتا في الولايات المتحدة.